# Ramón María Aller Ulloa
Ramón María Aller Ulloa (Lalín, 3 de febrer de 1878 - Lalín, 28 de març de 1966) fou un astrònom gallec. Fou el pioner de l'estudi astronòmic a Galícia, fundà l'Observatori Astronòmic de la Universitat de Santiago de Compostela i descobrí quatre estrelles dobles.

## Obres
- Astronomía a simple vista (1948)[2]